# Грос-Швехтен
Грос-Швехтен (нем. Groß Schwechten) — община в Германии, в земле Саксония-Анхальт. Входит в состав района Штендаль. Подчиняется управлению Штендаль-Ухтеталь.  Население составляет 647 человек (на 31 декабря 2006 года). Занимает площадь 24,54 км².